# Bauportal
Bauportal (Eigenschreibweise BauPortal) ist eine deutsche Fachzeitschrift über den Bausektor.
Als Fachblatt der BG BAU bietet BauPortal Fachwissen über aktuelle und zukünftigen Entwicklungen im Baubereich. Informiert wird u. a. über neue Maschinen, Geräte sowie Verfahren jeweils unter dem Hintergrund der aktuellen Entwicklungen in der Betriebs- und Arbeitssicherheit. Weitere redaktionellen Themenschwerpunkte sind Bautechnik, Baumaschinentechnik, Arbeitsschutz, Sicherheitstechnik, Nutzfahrzeuge, Spezialtiefbau, Mauerwerksbau, Abbruch- und Recyclingtechnik, Betontechnik, Rohrvortrieb, Schalung, Tunnelbautechnik, Gleisbautechnik und Erdbau. Des Weiteren berücksichtigt das Blatt redaktionell weitere Gewerke des Hochbaus und ihren Bedarf.
Weiterhin werden Entwicklungen und Zusammenhänge der Bautechnik im gesamtgesellschaftlichen Kontext aufgezeigt.
Hierzu gehören Aspekte wie Klima, Umwelt und fachübergreifende Organisations- und Managementthemen. Durch die, in der Zeitschrift publizierten Prüfberichte der berufsgenossenschaftlichen Prüfverfahren für Maschinen und Geräte haben mit Charakter, werden dem Blatt  eine  Mittlerfunktion zwischen Industrie und Abnehmerkreisen übertragen.
BauPortal ist seit 2001 auch als eJournal erhältlich.